# Ivanjski Vrh (gmina Gornja Radgona)
Ivanjski Vrh – wieś w Słowenii, w gminie Gornja Radgona. W 2018 roku liczyła 60 mieszkańców.